# یواس‌اس دافودیل (۱۸۶۲)
یواس‌اس دافودیل (۱۸۶۲) (به انگلیسی: USS Daffodil (1862)) یک کشتی بود که طول آن ۱۱۰ فوت ۶ اینچ (۳۳٫۶۸ متر) بود.